# 3DO

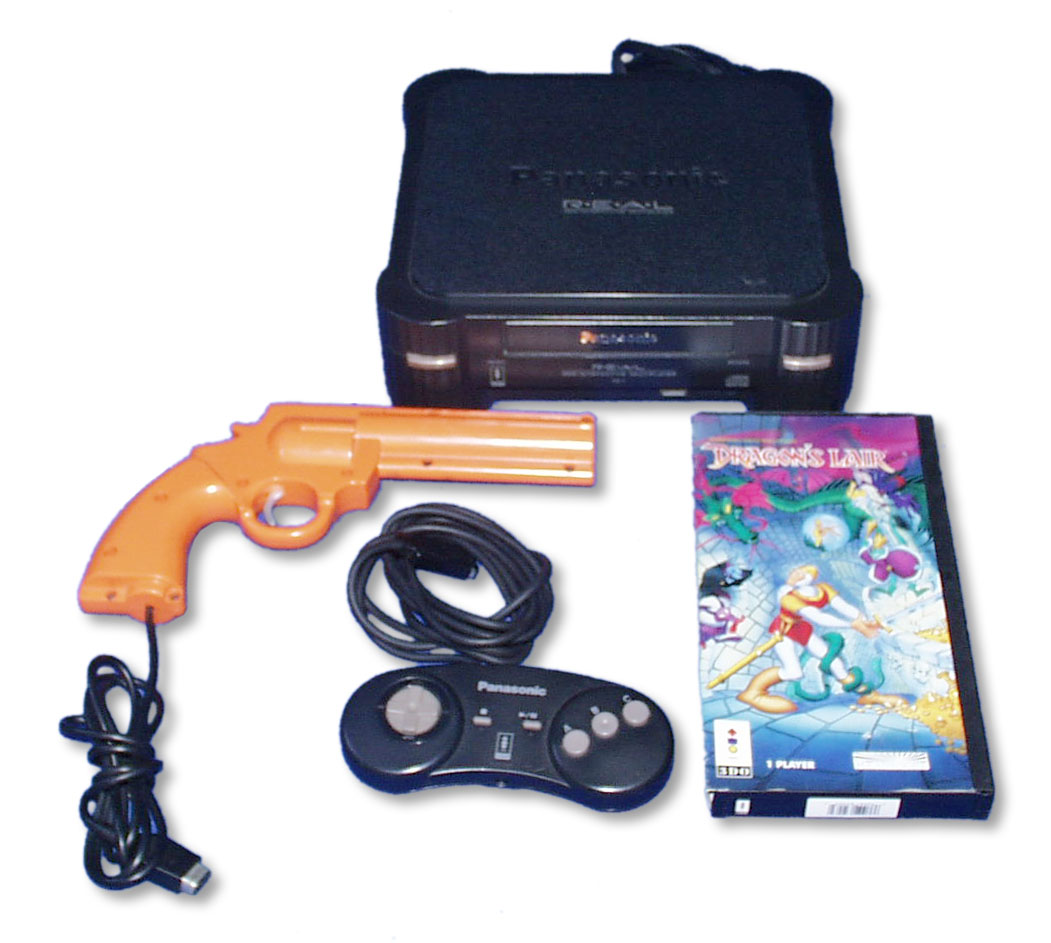
松下電器製造的3DO游戏机

3DO互动多媒体播放器（俗稱3DO遊戲機，3DO）是3DO公司於1993年發行的一款遊戲機。3DO不仅是该公司制作的一个游戏平台，它也是一系列可以授权给第三方的规格。3DO由企业家、艺电创始人特里普·霍金斯构思，最初由New Technologies集团的Dave Needle和R. J. Mical设计。松下公司于1993年制作了第一批样品，之后由三洋和GoldStar制造了硬件并于1994年发行。
3DO公司以SMSG为名成立於1991年。一年後，SMSG改名為3DO，並推出了新一代遊戲平台——3DO遊戲機，但之后未能堅持下來，最終不得不從硬體業全線撤退，轉而成為一家純粹的軟體開發商和發行商。
3DO游戏机是世界上第一部真正的32位游戏主机。最低颜色数为增强色（16位）；最高颜色数为真彩色（24位）。

## 机型
- Panasonic FZ-1 R·E·A·L 3DO Interactive Multiplayer
- Panasonic FZ-10 R·E·A·L 3DO Interactive Multiplayer
- Panasonic N-1005 3DO CD Changer "ROBO"
- Sanyo IMP-21J TRY 3DO Interactive Multiplayer
- GoldStar GDO-101 Alive 3DO Interactive Multiplayer
- GoldStar GDO-101M 3DO Interactive Multiplayer
- GoldStar GDO-203P 3DO Alive II
- Creative 3DO Blaster

## 硬件
最初的游戏机FZ-1，全名为3DO REAL Interactive Multiplayer。游戏机具有当时最为先进的硬件。ARM60 32位RISC CPU；两个全定制图像处理器；一个全定制16位DSP；和一个全定制数学辅助处理器。游戏机同时具有2MB DRAM；一个双速CD-ROM光盘驱动。

## 游戏
一些收到好评的街机和PC游戏移植到3DO。而在这一时期，这些游戏却不能在其他游戏平台出现。比如《鬼屋魔影》、《迷霧之島》和《星际控制II》。其他的热门游戏有《全食之战》、《侏罗纪公园互动》、《Crash N Burn》、《Gex》、《Advanced Dungeons & Dragons: Slayer》、《Killing Time》、《極速快感》、《Road Rash》和《Immercenary》。
由于游戏的发行正值现代第一人物射击游戏的推出，3DO也有一些早期独特的类型。诸如《Escape from Monster Manor》，先前提到的《Killing Time》和《PO'ed》。也包括如移植而来的《德軍總部3D》和毀滅戰士。
然而在当时的家用游戏市场，3DO的游戏库获得很少的成功。早期的3DO游戏频繁地尝试使用交互式的电影类型剧情。这些游戏给予他们的图像具有全部或者几乎全部的动画视频。任何来自玩家的互动影响在当时与其他平台相比受到限制。

## 评价
在3DO发行之前，《GamePro》评价道“3DO是第一个在图像、声音和游戏设计上真正有很大跨越的CD-ROM系统。”。不过，他们质疑它是否会因即将到来的Jaguar CD和“现实计划”（即任天堂64）而过时，并认为还没有足够的游戏来证明购买是合理的，建议玩家等待几个月看系统是否会得到一个有价值的游戏库。